# Nichollssaura
Nichollssaura („ještěr (Betsy) Nichollsové“) je vyhynulý rod spodnokřídového mořského plaza (plesiosaura), žijícího na území dnešní Alberty v Kanadě.

## Objev a popis
Tento asi 2,6 metru dlouhý plesiosaur žil zhruba před 110 miliony let (počátek geologického věku alb) a zaplňuje tak 40 milionů let dlouhou mezeru v záznamu severoamerických plesiosaurů. Fosilie tohoto druhu byla objevena v roce 1994 v lomu firmy Syncrude. Náhodou ji zde odkryli pracovníci, ovládající obří stotunové rypadlo. Zkamenělina byla objevena v sedimentech geologického souvrství Clearwater.

## Etymologie
Již v roce 2008 byl malý plesiosaur popsán jako Nichollsia, brzy se však ukázalo, že toto jméno již náleží jednomu rodu korýše ze skupiny Isopoda. V roce 2009 bylo proto stanoveno nové rodové jméno Nichollssaura, a to na počest paleontologické kurátorky Betsy Nichollsové.